# Contaminants émergents
L'expression contaminants « émergents » désigne un ensemble hétérogène de substances dont la présence dans l’environnement n’avait pas été décelée auparavant et dont l'étude et la surveillance sont relativement récentes,. De façon générale, quand on parle "contaminants émergents" on fait en réalité souvent référence à des "contaminants d'intérêt émergent". La nuance étant que certains contaminants sont effectivement émergents et nouveaux mais que plusieurs contaminants considérés comme émergents sont en fait des problématiques émergentes pour des contaminants qui étaient là depuis longtemps . Par exemple, les traces d'hormones stéroidiennes sont maintenant détectées dans les eaux usées et même parfois dans l'eau potable mais si ce problème est "émergent", il y a une contamination d'hormones anthropique depuis que les humains font des villages près des cours d'eau.
Des nouveaux produits, dont la toxicologie et l'écotoxicologie sont mal connues, sont périodiquement ajoutés à cette liste, par exemple le TCP.

## Exemples
Cet ensemble comprend des composés tels que :
- les surfactants ;
- les pharmaceutiques ;
- de nombreuses molécules de dégradations (de pesticides par exemple) ou des métabolites ;
- les hormones et pseudo-hormones (perturbateurs endocriniens) ;
- les plastifiants ;
- les composés perfluorés dans les antiadhésifs et les mousses ignifuges ;
- les écrans solaires ;
- les retardateurs de flamme ;
- les toxines algales ;
- les nanoparticules et nanoproduits ;
- les résidus de médicaments.

## Éléments de définition
Le terme « émergent » sert parfois dans ce domaine à distinguer des substances également classées comme « polluants prioritaires » tel que les pesticides, les métaux traces ou les hydrocarbures aromatiques polycycliques dont les effets sur environnement sont étudiés depuis des années et dont les concentrations dans l’environnement sont réglementées,. D’après Daughton. Dans ce cas, la dénomination « émergent » peut paraître impropre, puisqu’il suggère que l’occurrence de ces contaminants dans l’environnement est récente, elle qualifie en réalité un risque nouveau, par exemple à la suite de la prise de conscience qu'un produit est plus rémanent que ce qu'on pensait.
L’acide clofibrique, un contaminant qu’on peut classifier comme « émergent » a été détecté dans l’environnement pour la première fois en 1976. Les anti-infectieux ont été identifiés pour la première fois dans les eaux de surface du Royaume-Uni par Watts et son équipe en 1983 (Watts et al., 1983), mais ce n'est que récemment qu'on a pris conscience que cela posait problème pour l'environnement ou la santé.
Les connaissances actuelles suggèrent que la présence des contaminants « émergents » dans l’environnement date de quand ils ont été introduits pour la première fois dans le marché (Erickson, 2002; Daughton, 2004). Dans les cas des anti-infectieux ceci suggère que l’environnent aquatique a été exposé durant plus de 70 ans à ces substances. Le terme « émergent » se réfère donc plutôt à l’intérêt récent tant de la communauté scientifique, que celle du public pour l’occurrence et le devenir environnemental de ces substances.

Cet intérêt est naissant non pas à cause de l’inadvertance de la communauté scientifique mais plutôt à notre incapacité à détecter leur présence (Daughton, 2004).

## Exemple: les 100 produits les plus trouvés dans les effluents et eaux de surface aux États-Unis[9]
- 1,4-dichlorobenzène,
- 1,7-diméthylxanthine,
- 17α-éthinylestradiol,
- 17β-estradiol,
- 2,6-dit-butyl 1,4-benzoquinone,
- 2,6-di-t-butylphénol,
- 3-t-butyl-4-hydroxy anisol,
- 4-méthyl phénol,
- 5-méthyl-1H-benzotriazole acétaminophène,
- amoxicilline,
- androstènedione,
- aténolol,
- atrazine,
- azithromycine,
- Benzo (a) pyrène,
- bézafibrate,
- bisphénol A,
- Diphényléther bromé (BDPE),
- Butylhydroxyanisole (BHA),
- Butylhydroxytoluène (BHT),
- caféine,
- carbamazépine,
- chlorpyriphos-éthyl,
- chlortétracycline,
- cholestérol,
- ciprofloxacine,
- clarithromycine,
- acide Clofobric,
- coprostanol,
- cotinine,
- DDT,
- Déhydronifédipine,
- diatrozate,
- Diazenon,
- Diazepam,
- Di-n-butyle,
- diclofénac,
- Dilantin,
- Diphenhydramine,
- Enroflaxicin,
- érythromycine,
- estriol,
- estrone,
- éthanol,
- 2-butoxy-phosphate,
- éthinylestradiol
- Éthylènediamine tétra acétique (EDTA),
- fluoranthène,
- fluoxétine,
- galaxolide,
- gemfibrozil,
- Hydrocone,
- ibuprofène,
- indométacine,
- iopromide,
- Ketrprofen,
- lincomycine,
- Lipitor,
- méprobamate,
- métolachlore,
- méthadone,
- Métoprolol,
- Monesin,
- morphine,
- Musc cétone,
- naphtalène,
- naproxène,
- N-Ndiethyltoluamide (DEET),
- Nitrilotriacétate (NTA),
- nonylphénol,
- polynonylphénol
- éthoxylate,
- norfloxacine,
- NDMA,
- octylphénol,
- Octylphénol éthoxylé Poly,
- ofloxacine,
- oxybenzène,
- Pentoxifylline,
- phénytoïne,
- anhydride phtalique,
- phénacétine,
- polybromés diphényliques
- éthers (PBDE),
- Predisone,
- Primadone,
- progestérone,
- propranolol,
- pyrène
- roxithromycine,
- Acide salicylique,
- Sulfadiméthoxine,
- Sulfaméthazine,
- Sulfathomethoxazole,
- Sulfathiozole,
- PTCE,
- TCPP,
- Testostérone,
- Tonalide,
- Triclosan,
- Triméthoprime &* Virginiamycine

## Exemples illustrés
| Nom             | Structure moléculaire | Utilisation                     |
| --------------- | --------------------- | ------------------------------- |
| Bézafibrate     |                       | Anti-inflammatoire              |
| Carbamazépine   |                       | Anti-convulsivant, anti-douleur |
| Clarithromycine |                       | Antibiotique                    |